# Vattenmätare (mätinstrument)

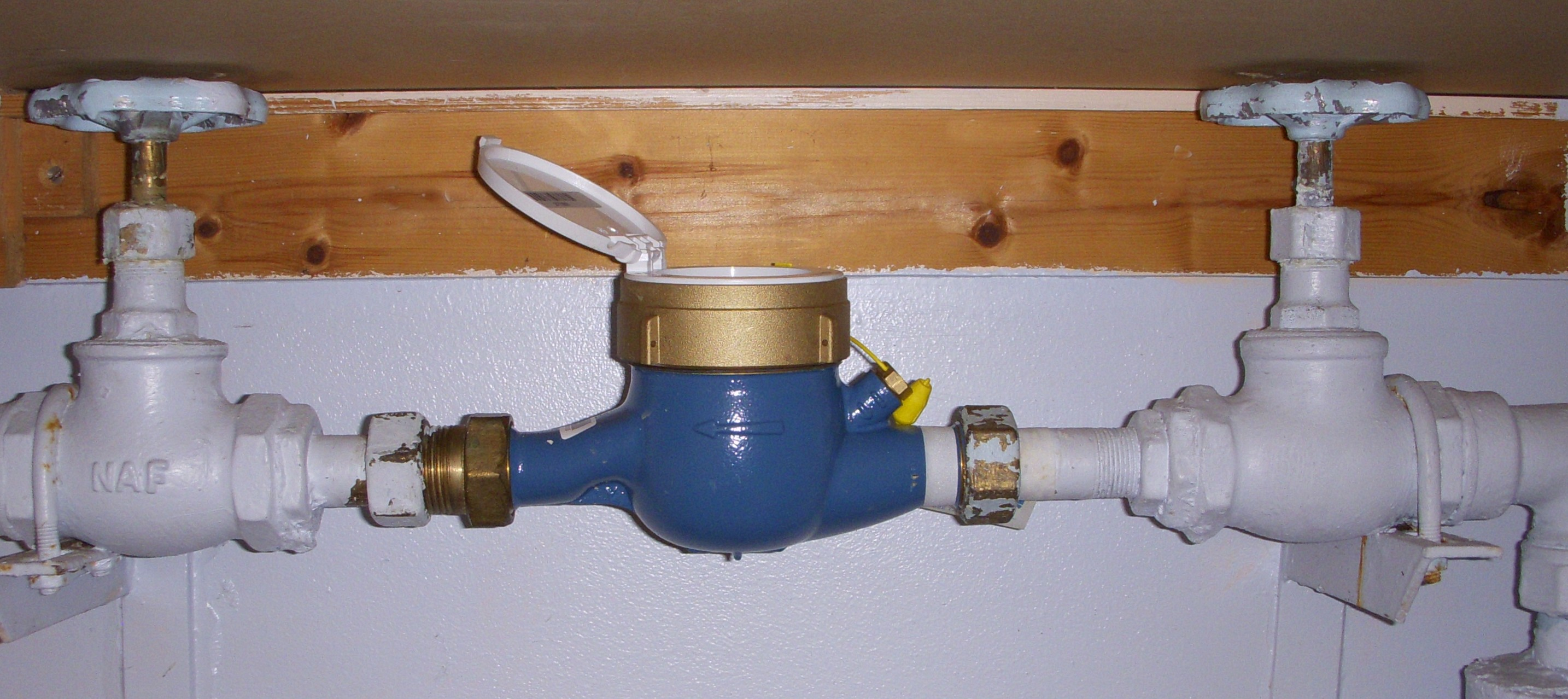
Vattenmätare (blå) med avstängningsventiler, sidovy.

En vattenmätare är ett mätinstrument som mäter vattenförbrukningen. Förbrukningen mäts i m3 och blir underlag för debitering av kostnaden för vattenförbrukningen.

## Historik

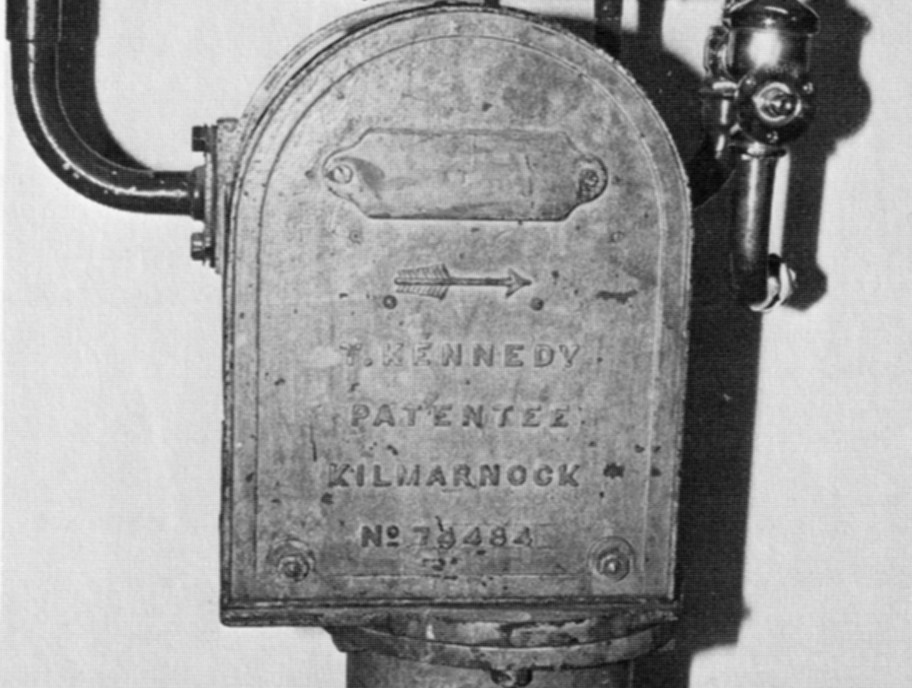
Historisk vattenmätare, 1870-tal

Vattenmätare infördes under 1800-talets andra hälft i samband med att vattenverk och vattenledningar började anläggas i storstäderna. 1851 konstruerade Carl Wilhelm Siemens en vattenmätare i England som till skillnad från tidigare modeller visade vattenförbrukningen direkt. Bland de första vattenmätare som användes i Sverige fanns ett engelskt fabrikat av märke T. Kennedy, Kilmarnock, som vägde 172,5 kg.
I Stockholm infördes mätning av vattenförbrukningen 1861, samtidigt med att stadens första vattenverk började sin verksamhet (se Skanstullsverket). Mätaren kunde hyras eller köpas, men det visade sig att hyrkostnaden för ett helår (55 kronor) var dubbelt så hög som vad en ny mätare kostade.
Sedan dess har vattenmätare med samma kapacitet minskat i storlek och vikt. I Sverige gäller att vattenmätaren för kallvatten är kommunens eller vattenverkets egendom och endast får sättas upp, tas ned och justeras av deras personal. Avläsningen görs numera i regel av kunden, som meddelar mätarställningen till kommunen eller vattendistributören. Det har även kommit elektroniska vattenmätare på marknaden som ger möjlighet till fjärravläsning.

## Funktion

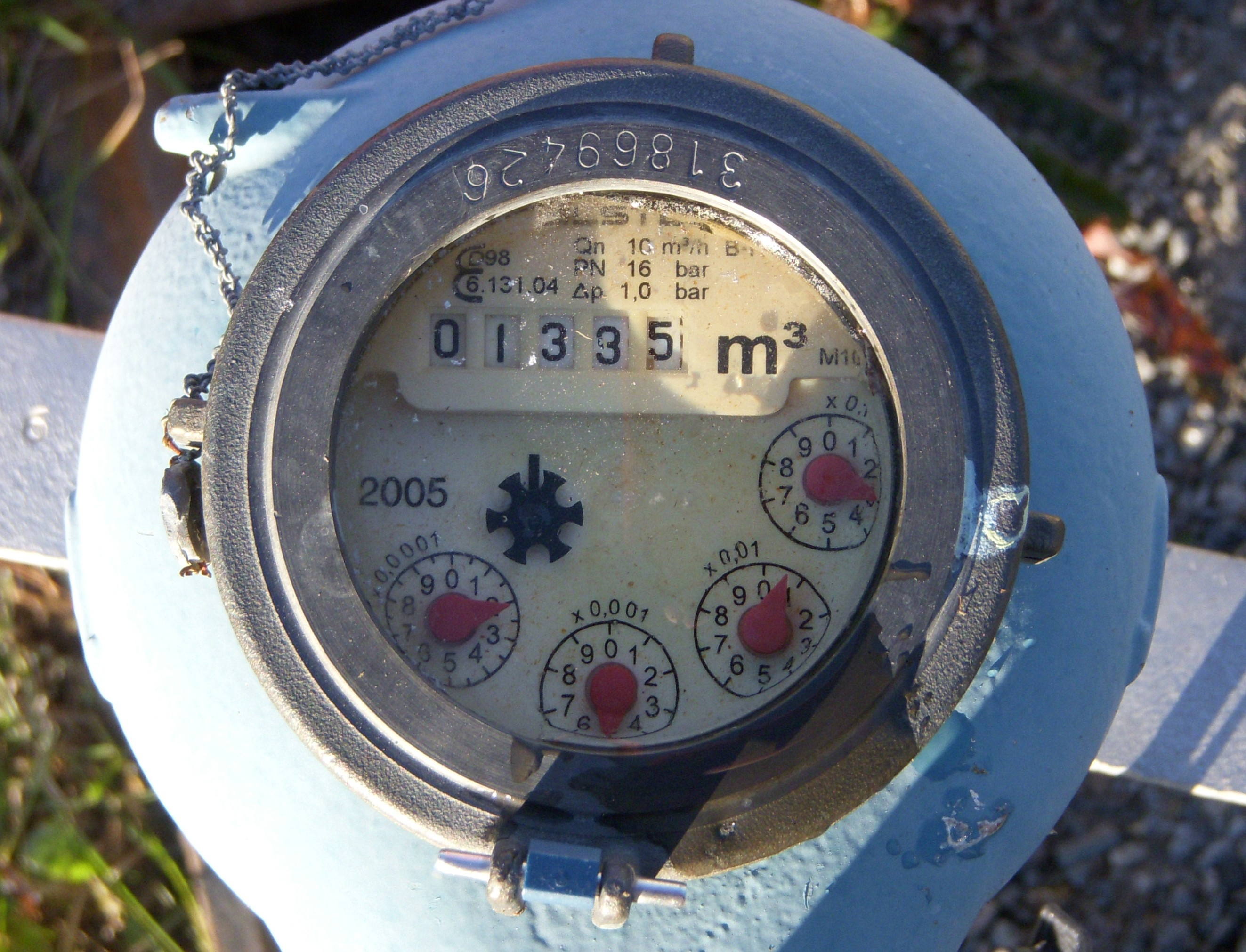
Vattenmätarens skala

Före och efter vattenmätaren finns en avstängningsventil. Inkommande ventilens skruvkoppling är plomberad. Plomben får bara brytas av behörig personal. På vattenmätarens sida finns en pil som anger vattens flödesriktning. Vattenmätarens räkneverk (rullverk) består oftast av fem siffror och anger totalförbrukningen i m3 sedan mätaren installerades och var nollställd. Ibland på äldre eller större mätare kan även värden under 1 m3 visas, men då är detta oftast indikerat genom att siffrorna och/eller bakgrunden har annan färg än siffrorna som visar m3.
På vattenmätarens display finns fyra visartavlor med röda visare som visar den ögonblickliga förbrukningen (från vänster till höger): 1 liter/varv, 10 liter/varv, 100 liter/varv och 1000 liter/varv. Står dessa still förbrukas inget vatten. På skalan finns även ett svart indikeringshjul. Det skall i regel stå helt stilla när inget vatten används. Skulle det dock konstant röra sig åt något håll kan detta tyda det på ett läckage i fastigheten, till exempel en rinnande toalett eller kran.

## Lagen
I Sverige gäller att vattenmätare, som avser mätning i hushåll, enligt lag skall bytas ut senast vart tionde år enligt STAFS 2007:2  5§. Upp till 12 års utesittningstid kan beviljas efter ansökan om förlängd utesittningstid hos SWEDAC. Det gäller normalt mätare som har en normalkapacitet upp till 2,5 kbm/tim.